# Kamara
Kamara – wieś w Estonii, w prowincji Viljandi, w gminie Mulgi.